# 團購
團購是一種基於互联网的商业模式，透過團購網站集合足夠人數，便可以優惠價格購買或使用第三方公司的物品、優惠券或服務，賣家薄利多銷，買家得到優惠，節省金錢，而運行團購網站的公司則從賣方收取傭金。這個概念曾在論壇出現過，近年團購已不再是某些論壇、某些網友間的獨立行為，而是一系列專門的團購網站。

## 發展
團購於何時起源實不可考，最早可以追溯至社福機構在社區集合消費者力量，向供應商爭取比市價便宜的價格，購買油鹽米等必需品，以抵抗通脹對小市民的影響（如早年香港工會聯合會以合作社形式替工會大眾團購日用百貨和食物的服務），這種集合消費者力量提高向批發商及零售商議價能力的方式，屬集體談判權的一種。不過，踏入21世紀，團購的物品已不再是必需品，乃是擴展至各樣物品及服務。
以一天为周期销售的行為，在英文中通常称“One deal a day”（每天優惠）。这种理念是在2004年7月由Woot.com创造出来。后来也被Amazon.com和Buy.com所采用。2008年11月，美国人安德魯·梅森在芝加哥用一百萬美金創辦了一個網絡團購網站Groupon，将“One deal a day”手法进一步发扬广大，创造出了以一天为周期、团体购买的销售模式，并建立了27个国家的网站版本。Groupon的發音與Coupon相似，是「Group」與「Coupon」的混成詞，「Group」是群組、團體的意思，而「Coupon」即優惠券。網站的模式很簡單：每天推出一款價格優惠的產品，包括餐飲商品或服務等，但前提是要有足夠多的買家。而網站的盈利則來自佣金。後來“One deal a day”這種商业模式亦慢慢演變成團購。
在台灣團購演變到2021 的今天 在台灣 有個號稱 專門為開團的團購主、品牌、創業者 終生免費使用的 團購APP ，開始將 線下開團的概念及運營模式普及 實際的讓社群結合開團的商業模式 ，帶動了 線下的團購市場系統化 ，讓台灣正式向團購元年邁進 這就是 易集買團購APP （页面存档备份，存于）。

### 中国大陆
2010年，中国大陆涌现出众多采用Groupon模式的团购网站，使得“团购”这种模式在中国大陆迅速流行。第一家在中国开展该模式的团宝网域名和界面均与Groupon高度类似，其他中国团购站点与Groupon或互相比较时，也都很相仿。團購網站在两个月内便出现了数百家。Twitter模仿者饭否的创始人王兴也推出了美团网。中国一些大型IT公司也推出了相应的团购站点，如腾讯的搜搜团购、淘宝推出的“淘江湖·聚划算”、中国电信的天翼团等等。截止2010年11月，北美也有至少160家类似站点，市场趋于饱和。Groupon创始人兼CEO安德鲁·梅森对模仿者感到“莫名其妙”，因为有的不仅抄袭其理念、设计、改版，甚至连所犯错误也一并抄袭。
虽然中国的“团购”兴盛后发展迅猛，如雨后春笋般出现了大量团购网站，但在热度期过后这些网站大部分关门停业。根据统计，2011年9月，中国大陆的团购网站达到顶峰——5058家。但截至2014年6月，团购网站只剩下了176家。2014年上半年，排名前三的团购网站占据84.2%的市场份额，而排名前五的团购网站市场份额占有率超过了99%，中小型团购网站已销声匿迹。

### 日本
在日文中，团购獲得的优惠券會被稱之為“共同購入型优惠券”（共同購入型クーポン）、“事前購入型优惠券”（事前購入型クーポン）等。

## 团购分类
团购网站的主要产品分为家居类、日用品类、旅遊優惠、機票、酒店及遊輪等。团购网站经营的亦分地域分布、区域性网站和本地网站等多种类别。

## 爭議
有評論認為團購近年大熱，但消費者不在意細節，可能花多了錢，例如部分團購網的團購價比原價還要貴，有團購網以折扣推廣餐飲，惟其中一項條款，有關餐廳會收取聲稱的原價加一成服務費，最終結算並不便宜很多，香港中文大學市場學系教授冼日明表示，消費者要看清收費條款，留意收費平台有否另收手續費，避免不知不覺愈花愈多錢。
事實上，團購網站的產品原價和購買數量經常被「注水」，而產品和服務的品質則經常「縮水」。